# Nordsee-Ozeanarium

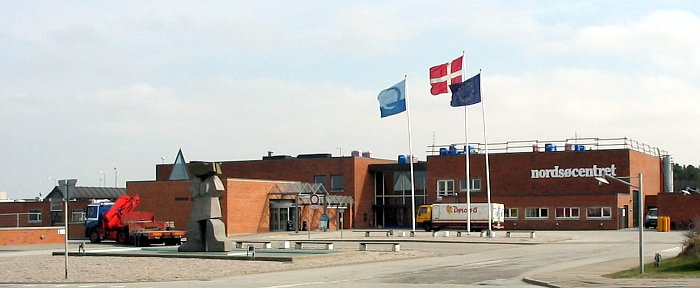
Nordsee-Ozeanarium

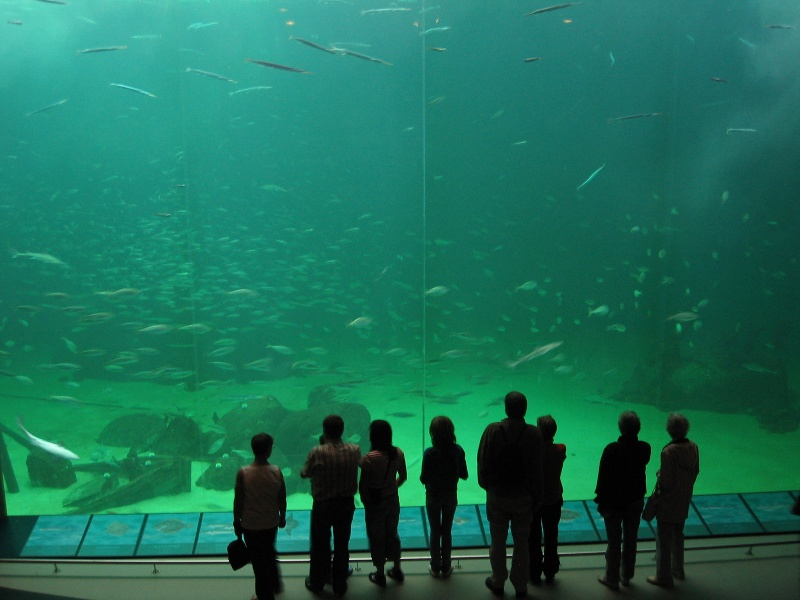
Ozeanarium

Das Nordsee-Ozeanarium (dänisch Nordsøen Oceanarium) ist ein maritimes Museum in der dänischen Hafenstadt Hirtshals in Nordjütland mit Aquarien und Ozeanarium sowie Ausstellungen über die Nordsee und ihre Fauna.

## Lage
Das Museum befindet sich direkt an der E 39 (Aalborgvej) in einem Industriegebiet im Osten von Hirtshals. Eine Regionalbahn-Haltestelle der Bahnstrecke Hjørring–Hirtshals findet sich 300 Meter vom Museum entfernt.

## Attraktionen

### Ozeanarium
Mit über 4,5 Millionen Litern Meerwasser Volumen und einer Höhe über vier Stockwerke vermittelt das Ozeanarium durch seine Größe einen natürlichen Eindruck der Nordsee. U. a. zeigt es den seltenen Mondfisch momentan aber nicht . Nach einem zerstörerischen Brand 2003 wurde das Ozeanarium 2005 wiedereröffnet.

### Robbenbecken
In einem Außenbereich findet sich das Robbenbecken mit 8 bis 10 Robben. Dabei handelt es sich nicht um eingefangene, sondern um im Museum geborene Tiere oder Heuler. Das Hauptbecken fasst fast 1 Million Liter Meerwasser. Es wurde in den 1990er Jahren gebaut, nachdem sich das 1984 errichtete Robbenbecken als zu klein erwies. Durch einen Glastunnel besteht die Möglichkeit, die Robben unter Wasser zu betrachten.

### Aquarien
In dem ehemaligen 1984 errichteten Hauptgebäude befindet sich ein großes, 5 m hohes Aquarium, in dem Kabeljau, Pollack, Steinbutt und Seebarsch ausgestellt sind. Um dieses achteckige Aquarium sind zwölf Aquarien angeordnet, die jeweils unterschiedliche Lebensräume der Nordsee zeigen.
Zahlreiche weitere Themenbecken, über den gesamten Gebäudekomplex verteilt (vor allem im Neubau) zeigen meist Tiere, die in den großen Aquarien kaum sichtbar sind.

### Nordsee-Labor
Die Besucher können die mit bloßem Auge nicht sichtbaren Lebewesen der Nordsee durch Mikroskope betrachten. Ebenfalls im Nordsee-Labor findet man den "Streichelzoo", wo zahlreiche Meerestiere auch befühlt werden können.

### Spielplätze
Auf dem Gelände des Museums befinden sich Spielplätze für verschiedene Altersgruppen, u. a. sind ein Fischkutter und ein Wal erkletterbar.

## Sonstiges
Mitarbeiter und Wissenschaftler sezierten 2019 öffentlich auf dem Parkplatz des Ozeanariums  einen 7 Meter langen Buckelwal, der im Netz eines Fischers verendet war.